# Michael Owen
Michael James Owen (Chester, Anglaterra, el 14 de desembre del 1979) és un futbolista anglès. Juga de davanter i el seu actual equip és el Stoke City de la Premier League.
Michael James Owen va ser el quart fill de Jeanette i Terry Owen. El seu pare és un exfutbolista professional i va jugar en clubs com el Chester City i l'Everton FC. Aficionat de l'Everton en la seva infància, Owen va assistir a l'Escola Primària Rector Drew en Hawarden, Gal·les ia l'edat de deu anys, alguns dels observadors més importants del país ja estaven seguint el seu progrés.

## Trajectòria
Owen va iniciar la seva carrera al Liverpool FC, on va guanyar una Copa de la UEFA i va aconseguir ser el màxim golejador de la Premier League dues vegades. Fou nomenat Jugador de l'any de la Premier League el 1998. El 2001 va rebre la Pilota d'Or. El 2004 va signar pel Reial Madrid, on només va estar una temporada, gaudint de poques oportunitats i tornant a Anglaterra per jugar al Newcastle United.

### Internacional
Amb la selecció ha jugat els Mundials del 1998, 2002 i 2006, jugant també a les Eurocopes del 2000 i 2004.
Al Mundial de 1998, Owen va esdevenir el jugador més jove, de la selecció anglesa, en marcar a la Copa del Món. Quan va marcar el primer gol, el 22 de juny, contra Romania, tenia només 18 anys i 191 dies.

## Palmarès
| Títol              | Club                 | País       | Any     |
| ------------------ | -------------------- | ---------- | ------- |
| FA Cup             | Liverpool FC         | Anglaterra | 2001    |
| Copa de la Lliga   | Liverpool FC         | Anglaterra | 2001    |
| Copa de la UEFA    | Liverpool FC         | Anglaterra | 2001    |
| Supercopa d'Europa | Liverpool FC         | Anglaterra | 2002    |
| Charity Shield     | Liverpool FC         | Anglaterra | 2001    |
| Copa de la Lliga   | Liverpool FC         | Anglaterra | 2003    |
| Copa Intertoto     | Newcastle United     | Anglaterra | 2006    |
| Community Shield   | Manchester United FC | Anglaterra | 2010    |
| FA Premier League  | Manchester United FC | Anglaterra | 2010-11 |
| Community Shield   | Manchester United FC | Anglaterra | 2011    |